# Parque Municipal Salto Portão
O Parque Municipal Salto Portão, conhecido como Ponte Molhada, é um espaço público de conservação, lazer e educação ambiental, localizado no município paranaense de Cascavel, no Brasil.

## Localização
O parque está localizado às margens da rodovia BR-277, sentido Curitiba, no Bairro Morumbi.

## Detalhes
Inaugurado em 29 de junho de 2004, o Parque Municipal Salto Portão conta com uma área de 121.000 m² de matas nativas. Sua construção decorreu de uma parceria entre o Município de Cascavel e a concessionária que administra a rodovia BR-277. 
Os principais atrativos são duas quedas d'água, uma com 30 metros de altura, um pequeno lago, quiosques, mirantes, trilhas para caminhadas, passarelas e uma pedreira desativada, que forma um paredão.